# Arzibovka
Arzibovka (en rus: Арзыбовка) és un poble de l'óblast de Lípetsk, a Rússia, que el 2011 tenia 108 habitants. Pertany al districte rural d'Úsman.